# Großbeeren

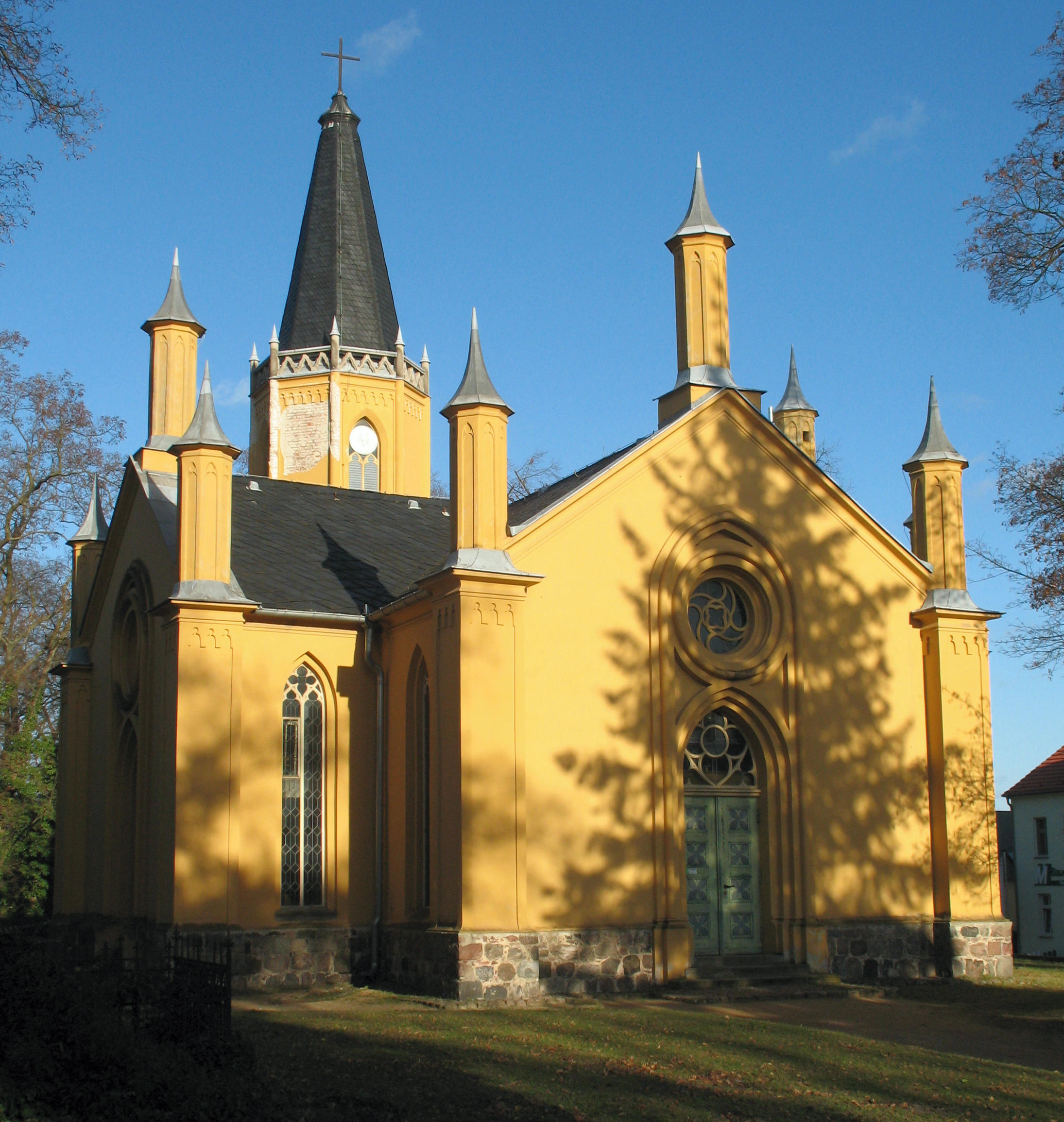
Nhà thờ

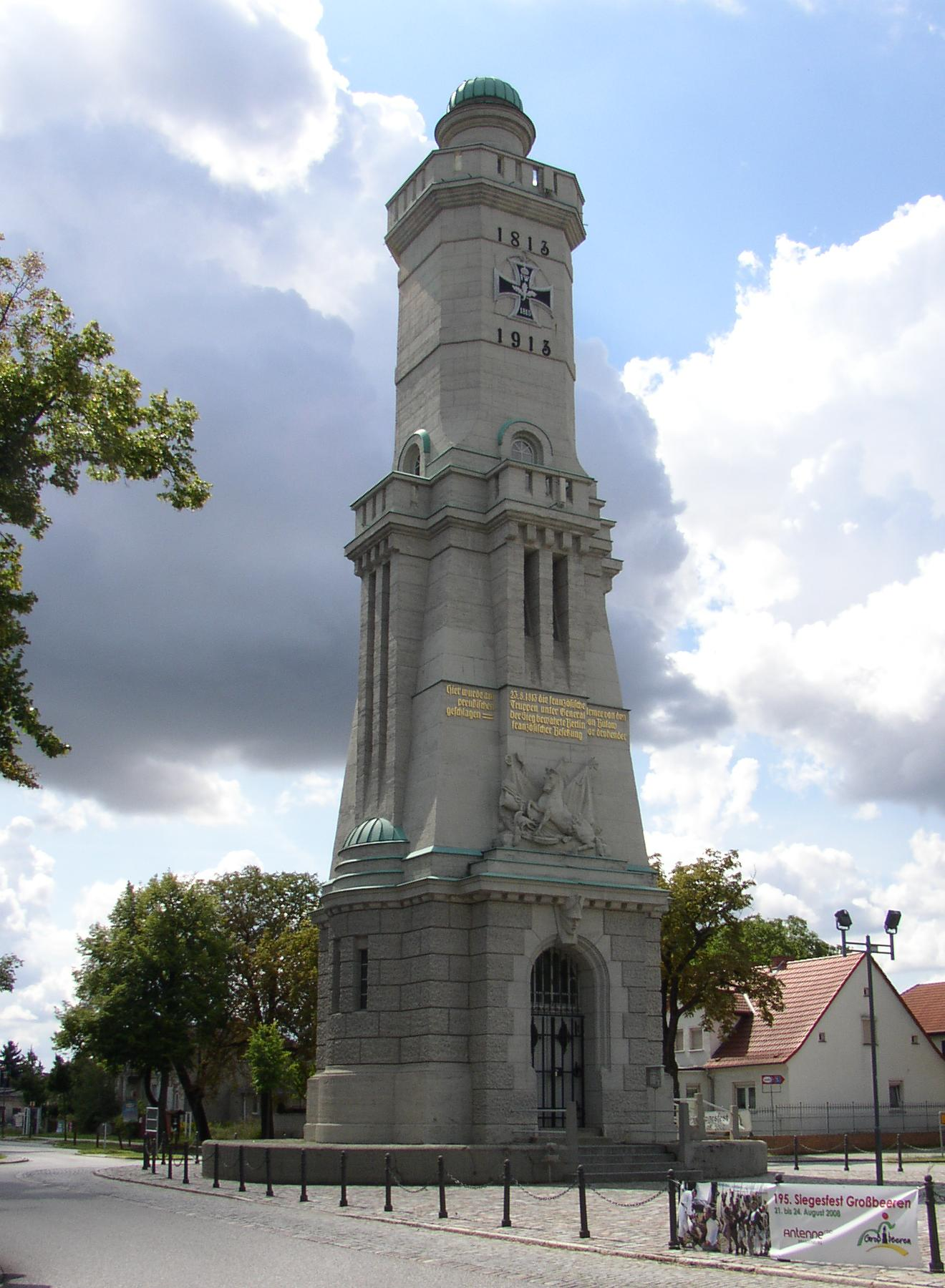
Tháp tưởng niệm Großbeeren

Großbeeren là một đô thị thuộc huyện Teltow-Fläming bang Brandenburg, Đức. Thị xã có cự ly khoảng 3 km về phía nam ranh giới Berlin. Thị xã gồm các khu vực dân cư Diedersdorf, Heinersdorf và Kleinbeeren.